# 니제르 요리

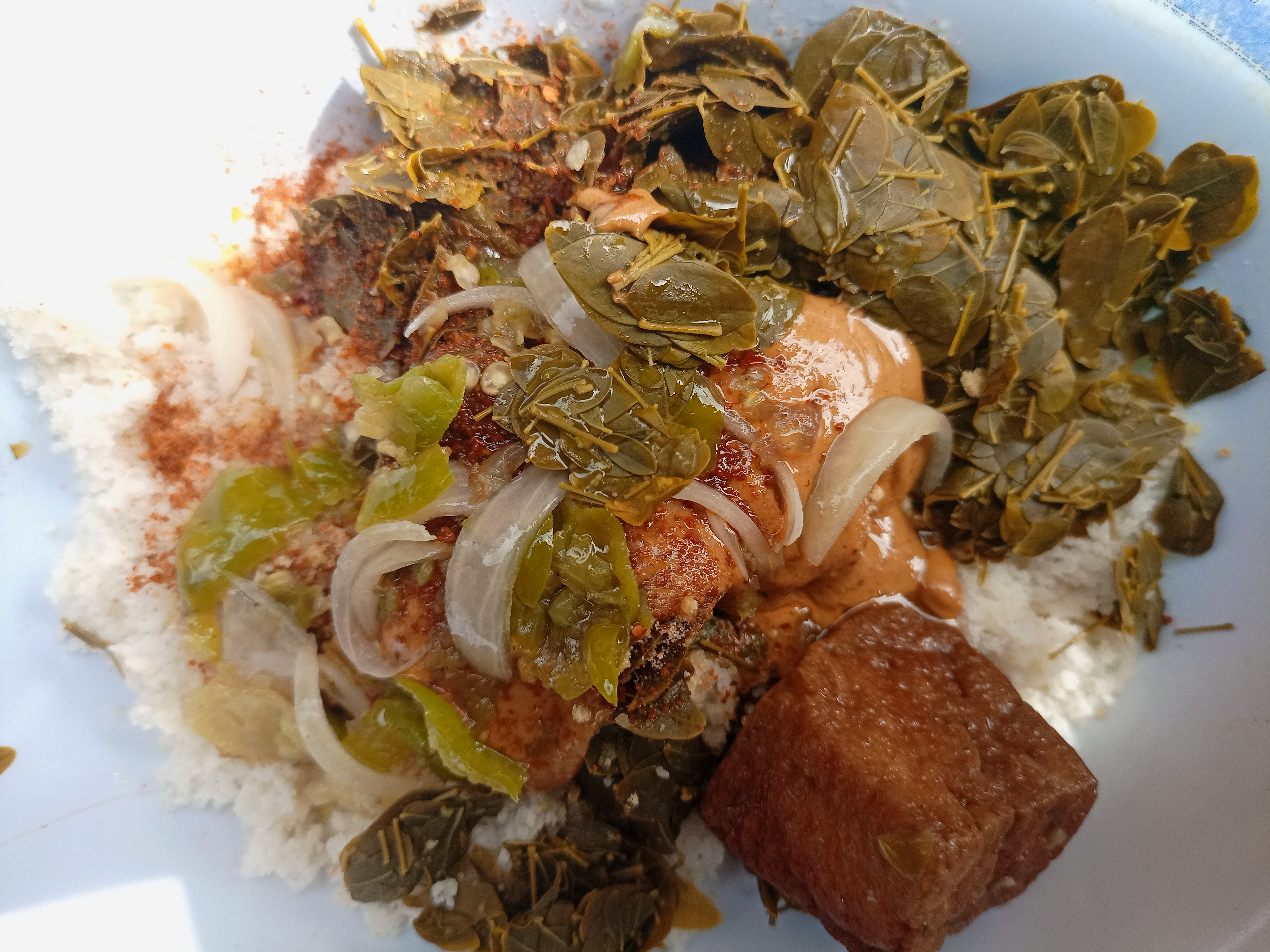
담부

니제르 요리(Niger 料理, 프랑스어: cuisine nigérienne 퀴진 니제리엔[*])는 서아프리카에 있는 니제르의 요리이다. 다양한 향신료가 사용되며 식사는 고기 구이, 제철 채소, 샐러드 및 다양한 양념이 포함된다. 니제르의 식사는 일반적으로 제철 채소로 만든 화려한 샐러드로 시작한다. 모링가 잎은 샐러드에서 가장 많이 사용된다. 전형적인 니제르 음식은 양념 또는 스튜와 짝을 이루는 전분 (가장 인기있는 쌀)으로 구성된다. 고기는 매우 드물기 때문에 스튜는 보통 야채로 만든다. 가장 자주 먹는 전분은 서곡과 쌀이다. 길거리 음식은 서곡 쌀, 카사바, 수수, 옥수수 및 콩 등을 포함한다. 쿠스쿠스는 특별한 경우를 위해 저장된다. 포리지, 밀만두, 베니에는 니제르에서 인기있는 간식이다.

## 향신료
일부 향신료는 아라비아 여행자가 니제르로 가져왔으며 생강, 육두구, 계피, 샤프란 및 정향을 포함한다. 매운 향신료는 니제르 음식에도 사용된다.

## 주요 음식
- 졸로프 라이스
- 담부
- 스튜
- 수프
- 서곡 포리지

## 같이 보기
- 서아프리카 요리